# Les Noces de Jeannette
Les Noces de Jeannette (título original en francés; en español, Las bodas de Jeannette) es una opéra comique en un acto con música de Victor Massé y libreto de Jules Barbier y Michel Carré. Se estrenó en París en la Opéra-Comique, (Salle Favart), 4 de febrero de 1853.
Es una ópera poco representada en la actualidad; en las estadísticas de Operabase aparece con sólo una representación en el período 2005-2010, siendo la primera y única de Massé.

## Personajes
| Personaje | Tesitura | Reparto del estreno, 9 de diciembre de 1905 Director: Ernst von Schuch |
| --------- | -------- | ---------------------------------------------------------------------- |
| Jean      | barítono | Joseph-Antoine-Charles Couderc                                         |
| Jeanette  | soprano  | Caroline Miolan-Carvalho                                               |
| Pierre    | tenor    | Begat                                                                  |
| Thomas    | bajo     | Louis Palianti                                                         |